# Partido Igualdad
El Partido Igualdad (PI), o solamente Igualdad, es un partido político chileno que se ubica en la extrema izquierda del espectro político. Fue fundado el 7 de noviembre de 2009 por diversos movimientos sociales.
En la elección presidencial de Chile de 2013 el partido postuló como candidata a Roxana Miranda, quien quedó en 6.º lugar. Desde 2017 hasta el 2019 el partido fue miembro de la coalición Frente Amplio.
Fue disuelto por el Servel tras no conseguir los resultados electorales mínimos. En octubre de 2023 logró su reinscripción en tres regiones del país.

## Historia

### Fundación y candidatura presidencial de Roxana Miranda (2009-2013)

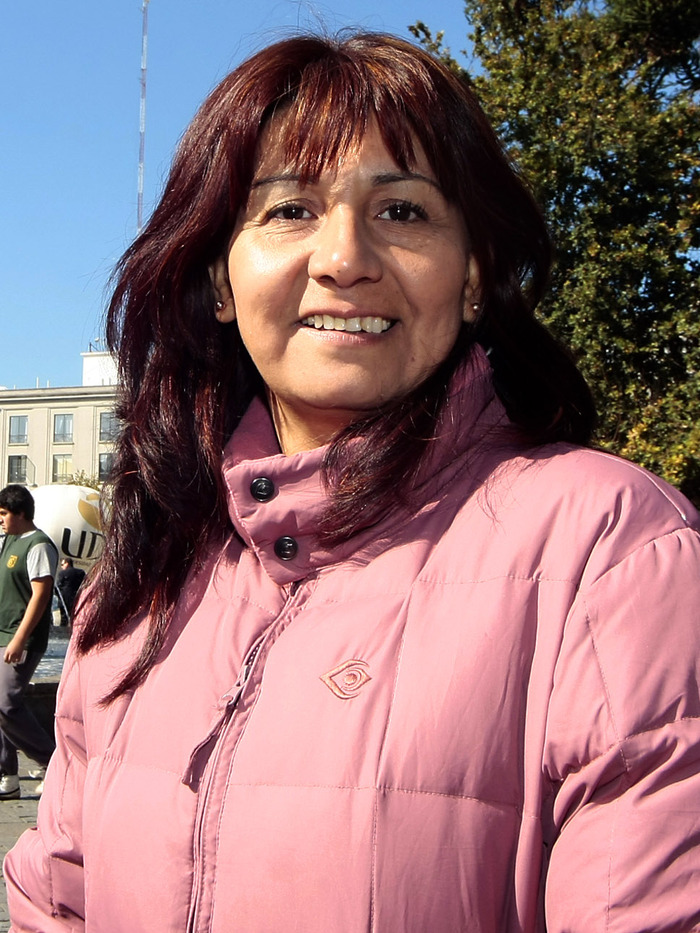
Roxana Miranda, presidenta del PI (2013-2015), y candidata presidencial en 2013.

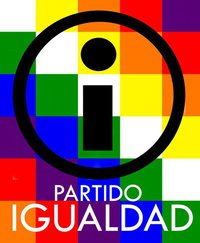
Primer logotipo del PI.

Fue fundado por diversos movimientos sociales de trabajadores, estudiantes, pobladores, deudores habitacionales (como ANDHA Chile), organizaciones de Derechos Humanos, entre otros actores. Su primer presidente fue el exmilitante del Partido Comunista (PCCh) y exconcejal de la comuna de Peñalolén, Lautaro Guanca Vallejos, quien se desempeñó en el cargo hasta el 20 de enero de 2013.

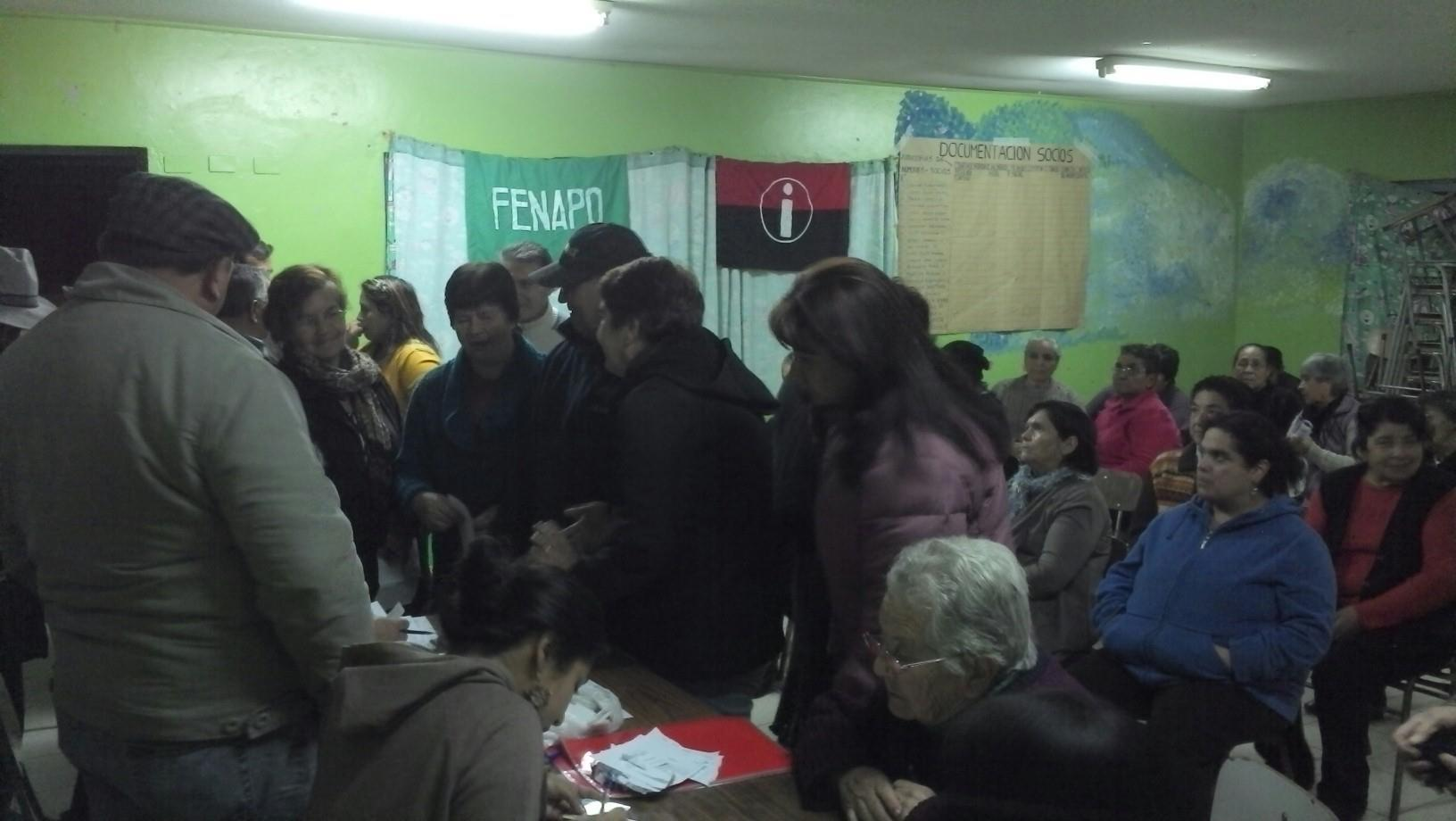
Recolección de firmas del PI.

Para las elecciones municipales de 2012 se presentó en la lista A «Igualdad para Chile», presentado 22 candidatos a alcalde (incluyendo a independientes) y 135 a concejal. Obtuvo cerca del 0,81% en la elección de concejal, logrando un cupo en la comuna de Peñalolén.
Para las elecciones de 2013, el Partido Igualdad proclamó como su candidata presidencial a la dirigente de ANDHA Chile Roxana Miranda, quien también asumió como su presidenta. En las elecciones parlamentarias y de consejeros regionales de ese mismo año concretó un pacto electoral con el Partido Ecologista Verde, participando mediante la coalición Nueva Constitución para Chile. En la elección presidencial de 2013, Miranda no consiguió ser elegida al obtener el 1,28 % de los votos, equivalentes a 83 689 votos a nivel nacional. El partido tampoco pudo elegir a diputados, senadores, ni consejeros regionales.

### Reinscripción y miembro del Frente Amplio (2014-2019)
En febrero de 2014 el partido fue declarado como disuelto por el Servicio Electoral tras no alcanzar el 5% mínimo de votos en las elecciones parlamentarias de 2013. No obstante, volvió a inscribirse en junio del mismo año mediante la fusión con el partido instrumental denominado «Igualdad del Norte». En 2015 asume como presidente, Guillermo González. En 2016 el tribunal supremo del partido sancionó por malversación de fondos a su expresidente Lautaro Guanca Vallejos y a Roberto Cofré Pinto.
En 2017 se unió a la coalición Frente Amplio y en las primarias presidenciales del pacto respaldó al candidato Alberto Mayol, quien resultó derrotado. En las parlamentarias de ese mismo año presentó candidatos propios y le otorgó cupos como independientes a varios postulantes, entre ellos a la militante de la Izquierda Autónoma, Camila Rojas, quien logró ser elegida como diputada por el distrito 7 de la Región de Valparaíso. Tras las elecciones, el partido volvió a constituirse legalmente el 9 de julio de 2018.
El 17 de noviembre de 2019, en el contexto del estallido social, la Comisión Política del partido anunció la suspensión de su participación en el Frente Amplio, en rechazo al Acuerdo Por la Paz Social y la Nueva Constitución firmado por algunos de sus integrantes, y donde se definió un plebiscito para consultar por una nueva Constitución; dicha situación fue ratificada por los demás órganos del partido y se anunció su retirada del Frente Amplio el 30 de noviembre.

### Alianza con el Partido Comunista y miembro de Apruebo Dignidad (2020-2021)
Pese a su rechazo al acuerdo que dio origen al plebiscito nacional de 2020, se sumó al comando «Apruebo Chile Digno» para apoyar las opciones «Apruebo» y «Convención Constitucional», el cual también integraron los partidos de Unidad para el Cambio (posteriormente renombrada Chile Digno) –PCCh, PRO y FRVS– y otras organizaciones como la Izquierda Cristiana y Acción Humanista. El 11 de agosto de 2020 fue uno de los creadores iniciales de la agrupación «Dignidad Ahora» junto al Partido Humanista y otros movimientos políticos de izquierda.
En enero de 2021 Igualdad se sumó al pacto «Apruebo Dignidad» para las elecciones de convencionales constituyentes. En dichos comicios, la colectividad logró elegir a una constituyente, Manuela Royo Letelier, en el distrito n° 23. En las elecciones municipales consigue elegir a su primer alcalde, Ítalo Bravo Lizana, en la comuna de Pudahuel y a 25 concejales en el resto del país.
El 10 de junio de 2021, el Partido Igualdad informó su apoyo a la candidatura del abanderado presidencial del PCCh, Daniel Jadue, uniéndose de esta forma al pacto «Chile Digno» de cara a las primarias presidenciales de Apruebo Dignidad. Finalmente, Jadue perdió la primaria contra Gabriel Boric de Convergencia Social, ante lo cual restó su respaldo al candidato frenteamplista, a diferencia del resto de Chile Digno, dejando de ser parte de Apruebo Dignidad y apelando a una posible candidatura de La Lista del Pueblo.
En las elecciones de consejeros regionales de ese año fue parte del pacto «Por un Chile Digno» junto al Partido Comunista, consigue elegir a 3 consejeros regionales. En las elecciones parlamentarias concurrió en el pacto «Dignidad Ahora» junto al Partido Humanista e independientes, en las que no logró obtener representación en el congreso. Luego de los comicios de primera vuelta presidencial, el partido decidió apoyar a Gabriel Boric en el balotaje, llamando a evitar una victoria de José Antonio Kast.

### Disolución y reinscripción en 2022
El 3 de febrero de 2022 perdió su legalidad jurídica debido a no alcanzar el 5% de los sufragios en la elección parlamentaria de 2021. Se encontraba inscrito en las regiones de Arica y Parinacota, Tarapacá, Antofagasta, Atacama, Coquimbo, Valparaíso, Metropolitana, Maule, Ñuble, Biobío y de La Araucanía. A través de un comunicado, Matías Toledo, el presidente del partido, aclaró que "Lo que perdimos hoy es la legalidad ante el sistema burgués, legalidad que nosotros y nosotras no necesitamos para existir como partido, como movimiento, como organización desde el pueblo en lucha, desde las comunidades organizadas".
En diciembre de 2022 Igualdad reapareció como partido en trámite ante el Servel. Su inscripción fue acogida el 20 de octubre de 2023 en las regiones de Antofagasta, Atacama y Coquimbo.

## Ideología
El partido se definía a sí mismo como una «herramienta de los pueblos para alcanzar un gobierno de la clase trabajadora y los pueblos en nuestro país», tratar así de «superar el capitalismo en Chile».
Fue caracterizado como un «partido de izquierda, de ideología difusa cercana a la socialista histórica», o de ideología socialista democrática. Sin embargo, también había sido definido como un partido de extrema izquierda.

## Directiva central
La directiva actual fue definida en el proceso de reinscripción del partido ante el Servel:
| Cargo                             | Nombre                     |
| --------------------------------- | -------------------------- |
| Presidente                        | Iván Carrasco Mora         |
| Secretaria general                | María José Cubillos Varas  |
| Tesorero                          | Álvaro Fernández Fernández |
| Encargado de organización         | Diego Villa Montecinos     |
| Encargada de relaciones políticas | Mariana Cáceres Carvajal   |

### Presidentes del Partido Igualdad
- Lautaro Guanca (2009-2013)
- Roxana Miranda (2013-2015)
- Guillermo González Castro (2015-2022)
- Matías Toledo Herrera (2022-2023)
- Iván Carrasco (2023-presente)

## Autoridades

### Consejeros Regionales
El Partido Igualdad tiene 3 CORE, incluyendo los militantes y los independientes apoyados por el partido, en el periodo 2022-2025.
| Nombre                    | Provincia     | Región        |
| ------------------------- | ------------- | ------------- |
| Valeria Ortega Contreras  | Cordillera    | Metropolitana |
| Camila Arriagada González | Concepción I  | Bio Bio       |
| Javier Sandoval Ojeda     | Concepción II | Bio Bio       |

### Concejales
El Partido Igualdad de Chile tiene 25 concejales, incluyendo los militantes y los independientes apoyados por el partido, en el periodo 2021-2024.
| Nombre                      | Comuna              | Región        |
| --------------------------- | ------------------- | ------------- |
| Cristian Flores Toledo      | Calama              | Antofagasta   |
| Juan Manuel Cáceres         | Copiapó             | Atacama       |
| Carmen Álvarez Callejas     | Freirina            | Atacama       |
| Claudia Arcos Duarte        | Limache             | Valparaíso    |
| Joel González Vega          | Limache             | Valparaíso    |
| Milko Caracciolo Soto       | San Antonio         | Valparaíso    |
| Valentina Riquelme Guerrero | San Antonio         | Valparaíso    |
| Félix Bezares Ávalos        | Peñalolén           | Metropolitana |
| Jennifer Pérez Rivera       | Independencia       | Metropolitana |
| Rosario Carvajal Araya      | Santiago            | Metropolitana |
| Jorge Saavedra Caimanque    | Pedro Aguirre Cerda | Metropolitana |
| Francisca Ganga Zúñiga      | Lo Espejo           | Metropolitana |
| Verónica Miranda Bustos     | La Florida          | Metropolitana |
| Lorena Calderón Osorio      | La Pintana          | Metropolitana |
| Sandy Muñoz Poblete         | Pudahuel            | Metropolitana |
| María Salinas Lueyza        | Puente Alto         | Metropolitana |
| Juan Concha Olivares        | Puente Alto         | Metropolitana |
| Denisse Layseca Plaza       | Puente Alto         | Metropolitana |
| Jorge Molina Silva          | Paine               | Metropolitana |
| Jorge Espinoza Cuevas       | El Monte            | Metropolitana |
| Jorge Alfaro Acevedo        | Isla de Maipo       | Metropolitana |
| Claudia Arriagada Parra     | Concepción          | Bio Bío       |
| Daniel Gutiérrez Monsalve   | Talcahuano          | Bio Bío       |
| Matías Rifo Valeria         | Hualpén             | Bio Bío       |
| Sara Huenchupil Díaz        | Galvarino           | Araucanía     |
| Marcelo Sáez Erices         | Galvarino           | Araucanía     |

## Resultados electorales

### Elecciones parlamentarias
|  | 1,08 % |

|  | 1,57 % |

|  | 2,16 % |

|  | 1,60 % |

|  | 2,01 % |

|  | 1,77 % |

### Elecciones municipales
|  | 0,46 % |

|  | 0,78 % |

|  | 2,61 % |

|  | 0,28 % |

### Elecciones de gobernadores
| Elección | Votos  | % de votos      | Escaños |
| -------- | ------ | --------------- | ------- |
| 2024     | 88 767 | \| \| 0,82 % \| | 0/16    |
|          | 0,82 % |                 |         |

### Elecciones de consejeros regionales
|  | 0,68 % |

|  | 2,64 % |

|  | 2,64 % |

|  | 0,30 % |

### Elecciones de convencionales constituyentes
| Elección | Votos  | % de votos      | Escaños |
| -------- | ------ | --------------- | ------- |
| 2021     | 67 531 | \| \| 1,18 % \| | 1/155   |
|          | 1,18 % |                 |         |

## Eslóganes de campaña
| Tipo de elección   | Título del eslogan  |
| ------------------ | ------------------- |
| Municipales '12    | Igualdad para Chile |
| Parlamentarias '13 | Que el pueblo mande |